# Светски куп у ватерполу за жене
Светски куп у ватерполу за жене је репрезентативно такмичење које организује ФИНА. Такмичење је основано 1979. и од тада до 1999. се одржавало у просеку на сваке две године, да би се од 2002. прешло на одржавање сваке четврте године. Највише титула првака освојила је Холандија - укупно 8.

## Досадашња издања
| Година       | Домаћин        | Злато      | Сребро     | Бронза     |
| ------------ | -------------- | ---------- | ---------- | ---------- |
| 1979. детаљи | Мерсед         | САД        | Холандија  | Аустралија |
| 1980. детаљи | Бреда          | Холандија  | САД        | Канада     |
| 1981. детаљи | Бризбејн       | Канада     | Холандија  | Аустралија |
| 1983. детаљи | Санта-Фој      | Холандија  | САД        | Аустралија |
| 1984. детаљи | Ервајн         | Аустралија | САД        | Холандија  |
| 1988. детаљи | Крајстчерч     | Холандија  | Мађарска   | Канада     |
| 1989. детаљи | Ајндховен      | Холандија  | САД        | Мађарска   |
| 1991. детаљи | Лонг Бич       | Холандија  | Аустралија | САД        |
| 1993. детаљи | Катанија       | Холандија  | Италија    | Мађарска   |
| 1995. детаљи | Сиднеј         | Аустралија | Холандија  | Мађарска   |
| 1997. детаљи | Нанси          | Холандија  | Русија     | Аустралија |
| 1999. детаљи | Винипег        | Холандија  | Аустралија | Италија    |
| 2002. детаљи | Перт           | Мађарска   | САД        | Канада     |
| 2006. детаљи | Тјенцин        | Аустралија | Италија    | Русија     |
| 2010. детаљи | Крајстчерч     | САД        | Аустралија | Кина       |
| 2014. детаљи | Ханти-Мансијск | САД        | Аустралија | Шпанија    |
| 2018. детаљи | Сургут         | САД        | Русија     | Аустралија |

## Биланс медаља
| Ранг | Држава     | Злато | Сребро | Бронза | Укупно |
| 1    | Холандија  | 8     | 3      | 1      | 12     |
| 2    | САД        | 4     | 5      | 1      | 10     |
| 3    | Аустралија | 3     | 4      | 5      | 12     |
| 4    | Мађарска   | 1     | 1      | 3      | 5      |
| 5    | Канада     | 1     | -      | 3      | 4      |
| 6    | Италија    | -     | 2      | 1      | 3      |
| 7    | Русија     | -     | 2      | 1      | 3      |
| 8    | Кина       | -     | -      | 1      | 1      |
| 9    | Шпанија    | -     | -      | 1      | 1      |